# Ernst Sabeditsch
Ernst Sabeditsch (* 6. Mai 1920; † 30. Juni 1986) war ein österreichischer Fußballspieler.

## Karriere
Ernst Sabeditsch war Läufer und spielte zumeist als Centerhalf, wo er sich dank seiner Spielübersicht und seinem Kopfballspiel einen Namen machte. Mit dem Anschluss Österreichs kam er in der Gauliga Ostmark, in einer von 17, später auf 23 aufgestockten Gauligen zur Zeit des Nationalsozialismus als einheitlich höchste Spielklasse im Deutschen Reich, für den First Vienna FC zum Einsatz. Trotz der widrigen Umstände gewann er mit seiner Mannschaft von 1942 bis 1944 dreimal in Folge die Gaumeisterschaft und konnte sich auch in den großdeutschen Wettbewerben behaupten: 1942 wurde er mit den Döblingern Zweiter der Deutschen Meisterschaft sowie Tschammerpokal-Sieger 1943 gegen den LSV Hamburg. Als Soldat wurde er im Herbst 1943 mit seiner Einheit ins Generalgouvernement verlegt. Als Kriegsgastspieler kam er daher im WH Rembertow, der Fußballmannschaft der Wehrmachtsgarnison im Warschauer Stadtteil Rembertów, zum Einsatz.
Nach Kriegsende gehörte Ernst Sabeditsch zum Stammpersonal der wieder ins Leben gerufenen Nationalmannschaft, er wechselte sich dabei 1947 mit Siegfried Joksch auf seiner Position ab. Sein Debüt nach acht Jahren Unterbrechungszeit gab er am 6. Dezember 1945 beim 4:1-Sieg über die Nationalmannschaft Frankreichs im Praterstadion; Vereinsmitspieler Karl Decker erzielte drei Tore. 
Im ebenfalls reaktivierten Pokal-Wettbewerb scheiterte Sabeditsch am 20. Juni 1946 erst im Finale mit 1:2 am SK Rapid Wien. Ein vorzeitiges Ende nahm seine Spielkarriere nach einer Sperre wegen Handels von Rohopium im geteilten Nachkriegs-Wien 1949. Letztendlich wurde er, wie auch sein Vereinsmitspieler Rudolf Strittich, 1952 begnadigt und verabschiedete sich noch mit zehn Punktspielen für den SC Wacker Wien von der Staatsliga. Als Trainer war er anschließend unter anderem von 1953 bis 1955 beim Linzer ASK sowie in der Saison 1956/57 beim Schweizer A-Nationalligisten FC Schaffhausen, bei dem er das Amt von Josef Smistik übernahm, tätig.

## Erfolge
- Gaumeister Donau-Alpenland 1942, 1943, 1944
- Finalist Deutsche Meisterschaft 1942
- ÖFB-Cup-Finalist 1946
- Tschammerpokal-Sieger 1943